# Alessandro Zan

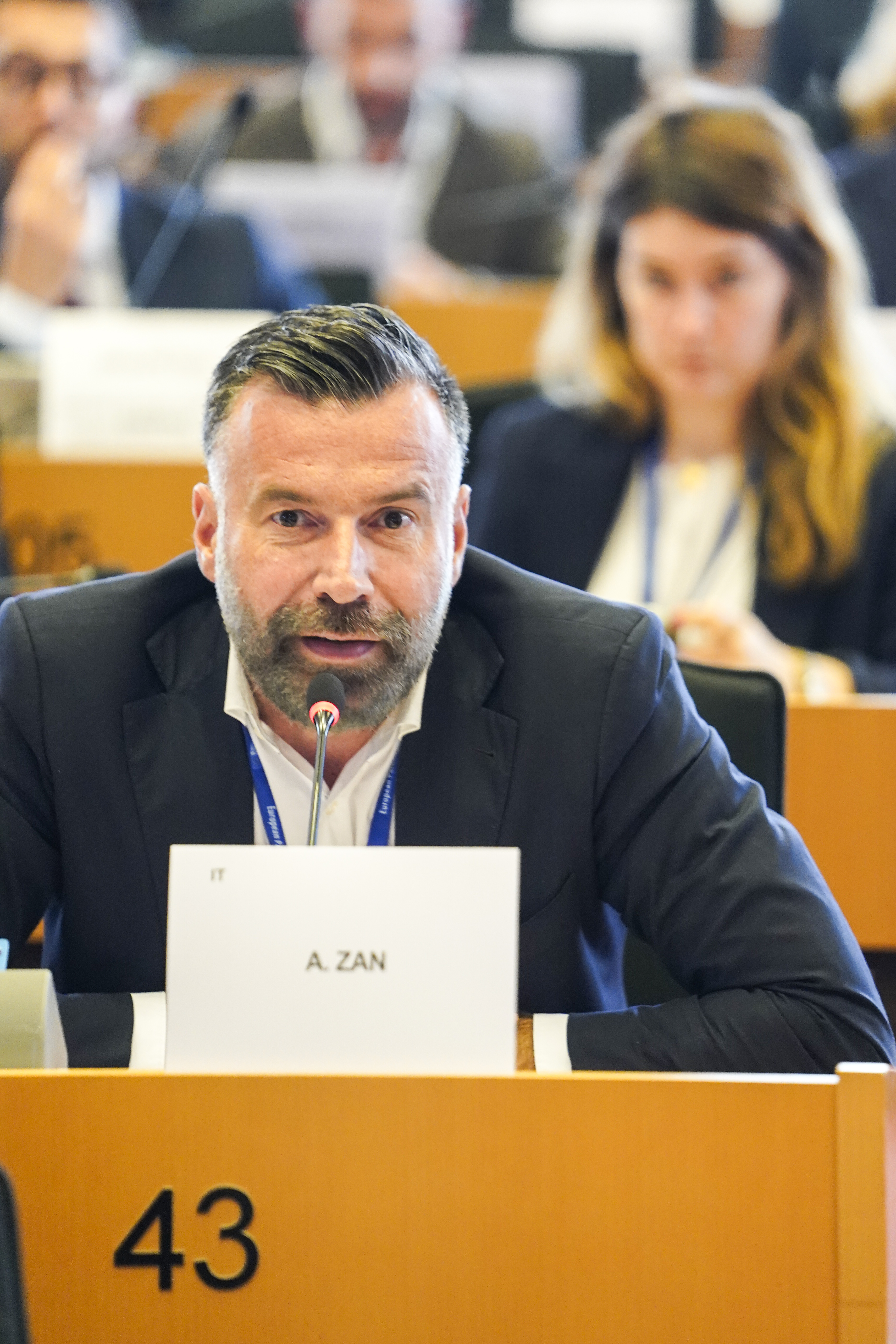
Alessandro Zan (2024)

Alessandro Zan (* 4. Oktober 1973 in Padua) ist ein italienischer Politiker.

## Leben
Zan wurde 2004 in den Reihen der Partei Democratici di Sinistra in den Gemeinderat seiner Heimatstadt Padua gewählt. Bei den Parlamentswahlen 2013 zog er für die Partei Sinistra Ecologia Libertà in die Abgeordnetenkammer ein. 2014 wechselte er zur Demokratischen Partei. Bei den Wahlen 2018 konnte er seinen Sitz im Wahlkreis Padua verteidigen.
Als LGBT-Aktivist engagiert er sich in der italienischen Organisation Arcigay.
Zans Namen ist mit dem von ihm eingebrachten Gesetzesvorschlag zur Anti-Homophobie verbunden. Der Gesetzesvorschlag erhielt in der Abgeordnetenkammer mit 265 und 193 Gegenstimmen im November 2020 die nötige Stimmenmehrheit, scheiterte aber bei der Abstimmung im Senat im Oktober 2021.

## Veröffentlichungen
- Senza paura: la nostra battaglia contro l’odio. Piemme, Mailand 2021, ISBN 978-88-566-8298-4.